# ヴィェルバルク文化
ヴィェルバルク文化（ヴィェルバルクぶんか、英語: Wielbark culture）は、1世紀初頭から3世紀にわたって、ポーランドからウクライナに見られる文化。特にゴート族と関連づけられる。ヴィエルバルク文化とも表記される。
3世紀初頭までに、文化発祥の地であるバルト海沿岸では人口が激減することが確かめられており、その後はウクライナ方面に移動。黒海北部においてはサルマタイ人とスラヴ人の文化であるチェルニャコヴォ文化の一部と混交し、この多部族社会はキエフ文化を形成したと考えられる。

## 概要
ヴィェルバルク文化は、東ポメラニア地方のグディニャ市からシュチェチン市の間に遺跡がみられるオクシヴィエ文化から発展したと推定される。この名称は、1873年に3000以上の墓の墓地が発見された、マルボルクの南、約4kmの地点にあるウィレンブルクにちなむ。発見当時、この地域はドイツ帝国領内であったが、1945年にポーランド共和国領となり、以後はウィレンブルクではなくヴィェルバルクと呼ばれるようになった。発掘の記録は1874年に公表されたが、記録のオリジナルは長い間失われていた。しかし、2004年に再発見され、現在も分析されている。
ヴィェルバルク文化はグダニスク一帯ではじまり、3世紀の前半になるとマーレ・ゲルマニクムと呼ばれていたバルト海から離れ、ビスワ川を溯上するようにウクライナ北部に移動したと考えられている。
また、ヴィェルバルク文化のうちポメラニア地方に残った勢力は西方のエルベ川沿岸地方の諸文化と交わってデンプチン文化が成立している。

## 特徴
文化が成立した考古学的年代と、同時代に生きたタキトゥスの『ゲルマーニア』の記述から、この文化の主な担い手はゴート族であると考えられている。その他、この文化に含まれると考えられるゲルマン民族としてヘルリ族、ゲピート族、タイファリ族、ルギ族（の一部）などが挙げられる。
ヴィェルバルク文化の主たる特徴は、火葬と土葬が混在することである。墓地は丸石を平たい円錐形に積み上げたストーンサークルで、墓標はこれとは別に単独で設置されている。このような墓地の作り方は、スカンディナヴィア半島南部にも見られる。他のゲルマン民族の埋葬方法と異なる点は、副葬品に武器が見当たらず、装飾品と衣服に限られることである。いくつかの墓地で多くの装飾品が発見されており、身分の違いがあったことも窺える。装飾品についても、ほとんどが青銅製か、高価なものは金製品で、銀と鉄はめったに使用されていない。
ヴィェルバルク文化は、装飾品の変遷から大きく2つに分類される。
Wielbark-Lubowidz（10年あるいは20年頃から160年頃）
文化が成立した最初の段階。装飾については、B1（10年あるいは20年から80年頃）、B2a（80年頃から120年頃）、B2b（120年頃から160年頃）の段階に分かれる。
Wielbark-Cecele（160年頃から220年あるいは230年頃）
ポーランド一帯およびビスワ川東部にかけて、勢力域が拡大する。装飾はB2cおよびB2/C1、C1の段階に分けられる。
この変遷には、ドイツ平原のゲルマン民族の勢力域を大きく変動させることになるマルコマンニ戦争が関わっていると考えられる。プリニウスによれば、この戦争でゴート族はヴァンダル族と同盟を結んでいる。ヴィェルバルク文化圏自体は、マルコマンニ戦争の戦闘地域と離れているが、この戦争の時期にヴィェルバルク文化圏はヴァンダル族のものと思われるプシェヴォルスク文化圏に拡大し、ビスワ川東岸に沿って南下している。プシェヴォルスク文化は、オーデル川とビスワ川の間のほか、1世紀後期にはビスワ川東岸にも痕跡を残しているが、2世紀以後はビスワ川を挟んで東岸にヴィェルバルク文化、西岸にプシェヴォルスク文化が隣接するかたちになり、それぞれ一緒になって南下している。